# Фридрих II фон Фалкенщайн
Фридрих II фон Фалкенщайн (на немски: Friedrich II von Falkenstein; * пр. 1240; † сл. 1277) е граф и господар на замък Фалкенщайн в Харц.

## Произход
Той е син на граф Ото II фон Фалкенщайн († 1240) и съпругата му Хелен (Хелмбург) фон Бланкенбург († 1257), внучка на граф Зигфрид фон Бланкенбург, дъщеря на граф Зигфрид II фон Бланкенбург-Регенщайн († 1245) и Матилда фон Ампфурт († сл. 1225).

## Фамилия
Фридрих II фон Фалкенщайн се жени за Клемента фон Хесен (* ок. 1212; † сл. 1270), дъщеря на Фолрад фон Хесен († сл. 1252). Те имат децата:
- Ото IV фон Фалкенщайн († 1328), граф и господар на Фалкенщайн-Арнщайн, женен пр. 29 юни 1281 г. за Луитгард фон Арнщайн († сл. 1332), дъщеря на граф Албрехт II фон Арнщайн († 1279) и Мехтилд фон Мансфелд-Кверфурт († сл. 1289)
- Фридрих III фон Фалкенщайн († сл. 1287)
- Конрад († сл. 18 февруари 1317), приор в Хилдесхайм (1305 – 1314)
- Хайнрих († сл. 1305), приор в Халберщат през 1305
- Зигфрид († сл. 15 декември 1307), рицар на ордена в Хилдесхайм
- Мехтилд († сл. 1319)
- Фридрих V († сл. 1312)
- Фолрад I фон Фалкенщайн (* ок. 1250; † 1312), граф и господар на Фалкенщайн, женен за Мехтилд фон Арнщайн († сл. 1279), дъщеря на граф Албрехт II фон Арнщайн (+ 1279) и Мехтилд фон Кверфурт († сл. 1289)